# Hôtel de la Californie
Pour les articles homonymes, voir Californie (homonymie).
Ne doit pas être confondu avec Villa La Californie ou Hotel California.
L'Hôtel de la Californie est un hôtel historique de Cannes construit en 1876 par Laurent Vianay pour Alexandre Lacour. Depuis 1949, c'est une résidence en copropriété.

## Situation géographique
L'édifice se trouve 23 à 27 avenue du Roi-Albert Ier, dans le quartier Californie - Pezou de Cannes dans le département des Alpes-Maritimes en région Provence-Alpes-Côte d'Azur (France). Le bâtiment est situé à cent mètres au-dessus de la mer.

## Historique
L'Hôtel de la Californie est construit en 1876 par Laurent Vianay pour Alexandre Lacour. La clientèle est internationale : anglaise, russe mais aussi américaine. Le succès de cet hôtel s’explique par son luxe, son confort, l’ambiance chaleureuse qui y règne, ce qui permet de fidéliser la clientèle. Les noms des personnalités qui le fréquentent apparaissent dans les chroniques mondaines : le roi Christian VII et son épouse Caroline-Mathilde de Hanovre, le Maharaja de Kapurthala , le duc et duchesse de Gramont, princesse Czartoryska, les princes de Hohenzollern ou encore des écrivains comme Paul Bourget et Rudyard Kipling. En 1887, Stéphen Liégeard, auteur de l’appellation « Côte d’Azur », écrit : 

« Il n’y a pas de promenade plus en vogue que celle de la Californie. »

En 1876, l'hôtel porte le nom d'hôtel de la Californie, appellation à l'origine du nom du quartier. En 1913, l'hôtel est renommé Grand Hôtel de la Californie. En 1925, l'hôtel est renommé Californie Palace par son nouveau propriétaire. 
En 1943, l'hôtel est réquisitionné par les Allemands et en 1947 par les Américains. 
En 1949, l'hôtel est transformé en résidence mais conserve son hall d'entrée et la bibliothèque. La bâtisse porte aujourd'hui le nom « Le Californie » sur son fronton (cf. photo).

## Architecture
Le bâtiment, constitué de quatre étages, est construit en 1876, d'après les plans de l'architecte Laurent Vianay, sur un terrain de plus de deux hectares. Hôtel doté de deux-cents chambres, il possède une façade d'une centaine de mètres décorée par le sculpteur Ernest Pellegrini de médaillons, palmes, guirlandes entre les fenêtres et une marquise au-dessus de la porte d’entrée. 
Il comporte un hall, des pièces de réception, salle de bal, bibliothèque, bar, salons, salle de billard, fumoir, salle à manger. Un escalier mène aux chambres confortables au mobilier cossu. Les treize domestiques à demeure ont leur chambre au nord et une salle à manger particulière, mais pendant la saison d’hiver, on engage du personnel supplémentaire, en général italien ou suisse.
Des agrandissements sont effectués en 1913 par l'architecte pour ajouter un porche à voiture, des terrasses, un étage et 2 ailes latérales. L'hôtel a désormais une façade de 130 m et 200 salles de bain pour 240 chambres et suites. 
Un parc est planté notamment de palmiers et de plantes exotiques. Deux courts de tennis y sont également aménagés.

## Protection du patrimoine
L'hôtel de la Californie est inscrit à l'inventaire général du patrimoine culturel au titre du patrimoine balnéaire de Cannes.